# Pirolúria
É um transtorno genético do sangue causado por um desequilíbrio quimíco envolvendo uma anormalidade na síntese da hemoglobina.Durante a produção de hemoglobina, há um subproduto aparentemente inofensivo chamado criptopirrol ou especificamente e precisamente conhecido como OHHPL ou HPL. HPL é uma substância química envolvida na produção da hemoglobina, que produz sangue. Na maioria dos indivíduos esse subproduto é inofensivo e é excretado na urina. Na pirolúria os níveis de criptopirróis multiplicam-se muito rapidamente, e sistematicamente unem-se e bloqueiam os receptores dos nutrientes zinco e vitamina b6. A pirolúria está ligado à doenças como a esquizofrenia, depressão (inclusive bipolar) e autismo.

Referências

[1] Larson, Joan Mathews, PhD. Depression-Free, Naturally: 7 Weeks to Eliminating Anxiety, Despair, Fatigue, and Anger from Your Life. NY, USA: Ballantine Books, 1999. Print.
[2] Challem, Jack . Feed your genes right. New Jersey,John Wiley & sons. 2005
[3] Scott, Truddy. The antianxiety food solution.Oakland,New Harbinger Publications. 2011
[4] Hoffer A, Saul AW. Orthomolecular Medicine for Everyone. Basic Health Publications, 2008.

Links

1.http://www.nutritional-healing.com.au/content/articles-content.php?heading=Pyroluria artigo de referência sobre pyroluria)
2.http://planetthrive.com/2010/04/hpukpu-protocol-for-lyme-and-autism/
3.http://www.thehealingpartnership.org/pdf/pyroluria_handout.pdf
4.http://www.alternativementalhealth.com/articles/pyroluria.htm
5.http://www.neuropsychotherapist.com/pyrrole-disorder-for-therapists/

Pesquisas

1.McGinnis, W. R., Audhya, T., Walsh, W. J., Jackson, J. A., McLaren-Howard, J., Lewis, A., . . . Hoffer, A. (2008). Discerning the mauve factor, Part 1. Alternative Therapies, 14(2): 40–50.
2.McGinnis, W. R., Audhya, T., Walsh, W. J., Jackson, J. A., McLaren-Howard, J., Lewis, A., . . . Hoffer, A. (2008). Discerning the mauve factor, Part 2. Alternative Therapies, 14(3): 50-56